# Hookeriopsis borneensis
Hookeriopsis borneensis är en bladmossart som beskrevs av Noguchi och Iwatsuki 1972 [1973. Hookeriopsis borneensis ingår i släktet Hookeriopsis och familjen Hookeriaceae. Inga underarter finns listade i Catalogue of Life.